# مصفاة الزور
مصفاة الزور (Al Zour Refinery) هي مصفاة نفط تقع في جنوب دولة الكويت تبلغ طاقتها 615 ألف برميل يوميا لتعد بذلك ثاني أكبر مصفاة نفطية في الشرق الأوسط وتاسع أكبر مصفاة بالعالم، تعود ملكية المصفاة إلى شركة البترول الوطنية الكويتية، وتعد المصفاة النفط الرابعة في الكويت،وأسندت إدارة المصفاة إلى  للشركة الكويتية للصناعات البترولية المتكاملة منذ عام 2019.

## الموقع
تقع مصفاة الزور الجديدة في منطقة الزور على بعد 90 كم جنوب مدينة الكويت ويحدها من الجانب الشرقي محطة الزور لتوليد الكهرباء وتبلغ مساحتها الإجمالية 16 كم2 تقريبا.

## الإنتاج
يعد المشروع أحد أكبر المشاريع العالمية لتكرير النفط بطاقة إجمالية تبلغ 615 ألف برميل يوميا، وسيساهم في زيادة القدرة التكريرية من 936 ألف برميل إلى 1.4 مليون برميل يوميا لتلبية الطلب المتزايد على منتجات زيت الوقود ذي المحتوى الكبريتي المنخفض. وتنبع الأهمية الاستراتيجية لمصفاة الزور ليس في حجمها فحسب بل في كونها ستغذي بالطاقة المنخفضة المحتوى الكبريتي (أقل من 1%) لمحطات توليد الكهرباء في دولة الكويت مما يعتبر وقوداً بالغ الأهمية بالنسبة للبيئة.